# El Padre Adam
El Padre Adam fue un periódico de carácter satírico publicado en Sevilla entre 1868 y 1870, en los comienzos del Sexenio Democrático.

## Descripción
La publicación del periódico, editado en Sevilla, comenzó el 1 de diciembre de 1868. Subtitulado «periódico satírico de Política y costumbres, con caricaturas, láminas de actualidad y otras cosas que verán los que sean hijos de Adan é hijas de nuestra madre Eva», se editaba en la imprenta de José Mª del Campo, en la calle de Génova, n.º 17, y luego en la de El Círculo Liberal en O'Donnell, n.º 34. Salieron un total de 122 números, hasta el 42 con ocho páginas en folio y desde éste hasta el final con cuatro y mayor tamaño. La colección dio lugar a dos tomos. Incluía ilustraciones litografiadas y se publicaba los días 1, 5, 9, 13, 17, 21, 25 y 29 de cada mes. Cesó el 14 de noviembre de 1870.
Su director literario y dibujante fue Luis Mariani y su contenido incluía artículos satírico-políticos, revistas de teatros, noticias nacionales, sección recreativa, poesías, letrillas, epigramas, partes telegráficos y una sección oficial. Para Manuel Chaves Rey «el mérito de los trabajos que aparecieron en El Padre Adán» no era mucho, con «caricaturas intencionadas y chistosas, si no muy correctas».